# Villa Bachmätteli
Die Villa Bachmätteli ist eine denkmalgeschützte Villa in der Schweizer Stadt Zug. Das Mehrfamilienhaus wurde 1898 im Heimatstil errichtet.

## Lage
Das Anwesen «Oberwiler Kirchweg 8» gehört zu einem Ensemble von vier Villen in Hanglage über dem Zugersee. Nördlich anschliessend stehen mit dem «Chalet Alpina», der «Villa Hongkong» sowie der «Villa Sonnhalde» weitere denkmalgeschützte Wohnhäuser (Oberwiler Kirchweg 6, 4, 2).

## Geschichte und Beschreibung
Entlang der alten Verbindung von Zug nach Oberwil wurden zwischen 1898 und 1906 vier grossbürgerliche Villen errichtet. Die «Villa Bachmätteli» ist das älteste Bauwerk der Reihe, das benachbarte «Chalet Alpina», 1906 für die Parquet- und Chalet-Fabrik Interlaken erbaut, das jüngste.
Die Villen bilden «das beste in Zug vorhandene Ensemble der Zeit und des Bautyps». Das heutige Mehrfamilienhaus «Bachmätteli» ist im «Inventar der schützenswerten Denkmäler» mit Stand vom 10. Juli 2023 verzeichnet.
Das Gebäude ist eine zweigeschossige Villa im Heimatstil. Der Backsteinbau zeigt Giebelfelder, die in rotem Fachwerk ausgeführt sind.

## Belege
1. 1 2 3  Heinz Horat: Die Villa «Hongkong» in Zug. In: Tugium. Jahrbuch des Staatsarchivs des Kantons Zug, des Amtes für Denkmalpflege und Archäologie, des Kantonalen Museums für Urgeschichte Zug und der Burg Zug. 8. Band. 1992, S. 156.
2. ↑  Inventar der schützenswerten Denkmäler. Stand 10. Juli 2023. Kanton Zug, S. 26 (PDF; 190 kB).

Koordinaten: 47° 9′ 33,7″ N, 8° 30′ 59,8″ O; CH1903: 681741 / 223715